# EMD DDA40X
DDA40X — восьмиосный американский тепловоз с электрической передачей. Выпускался EMD (подразделение General Motors) с апреля 1969 года по сентябрь 1971 для железной дороги Union Pacific Railroad. Самый длинный, тяжёлый и мощный односекционный тепловоз в мире.

## Предыстория
В середине 1950-х, в связи с массовым внедрением тепловозной и электровозной тяги, Union Pacific Railroad стала постепенно отстранять паровозы от работы. В то время в её парке работало 25 паровозов Big Boy, и для их замены требовались локомотивы аналогичной мощности. Поначалу на дороге работали газотурбовозы, но к концу 1960-х, в связи со многими недостатками этого типа локомотивов, дорога решила перейти на тепловозы. В результате предприятию EMD был выдан заказ на постройку тепловозов мощностью не менее 6300 л. с., что соответствовало мощности паровоза Big Boy.

## Сохранившиеся тепловозы

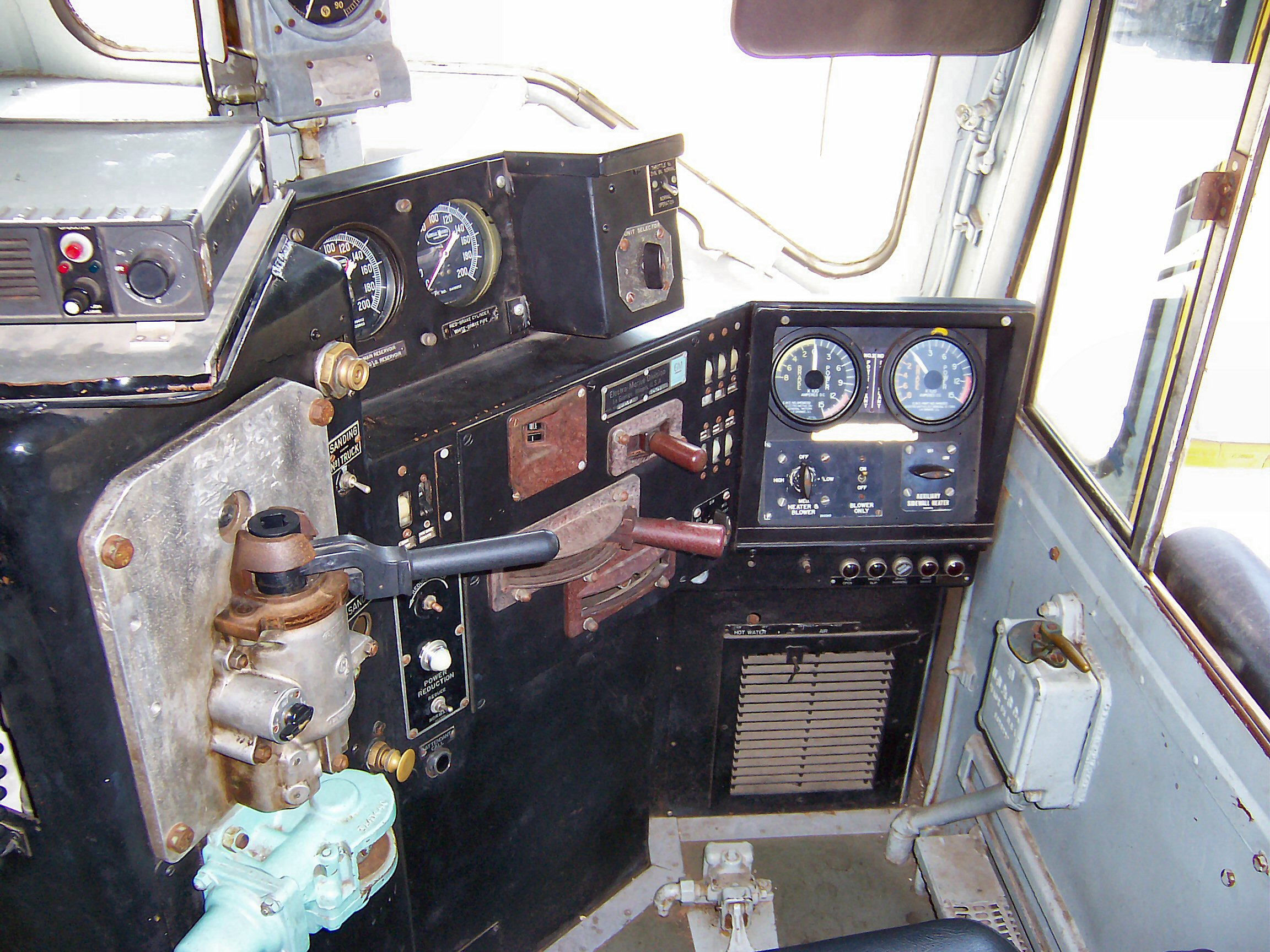
Пульт машиниста

- № 6900 — Кенефик-парк (Омаха, штат Небраска). Первый тепловоз серии
- № 6901 — Покателло, штат Айдахо
- № 6911 — Мексиканский технологический институт в Мехико
- № 6913 — музей американских железных дорог (Даллас, штат Техас)
- № 6915 — Помона, штат Калифорния
- № 6916 — Огден, штат Юта
- № 6922 — Норт-Платт, штат Небраска
- № 6925 — Чемберлен, штат Южная Дакота
- № 6930 — Иллинойсский железнодорожный музей, штат Иллинойс
- № 6936 — продолжает эксплуатироваться на Union Pacific Railroad
- № 6938 — Норт-Литл-Рок, штат Арканзас
- № 6944 — Транспортный музей (Сент-Луис, штат Миссури)
- № 6946 — музей Union Pacific Railroad (Портола, штат Калифорния). Последний выпущенный DDA40X. Хоть и числится музейным экспонатом, но техническое состояние позволяет вернуть его в эксплуатацию.

## DDA40X в играх
Тепловоз DDA40X можно увидеть в таких железнодорожных симуляторах, как Trainz и MSTS, где он смоделирован достаточно достоверно. Также данный тепловоз появляется в экономических симуляторах Railroad Tycoon 3 и Chris Sawyer's Locomotion.